# لوكاس سيبالوس
لوكاس سيبالوس (بالإسبانية: Lucas Ceballos)‏ هو لاعب كرة قدم أرجنتيني، ولد في 22 ديسمبر 1988 في بوينس آيرس في الأرجنتين. لعب مع Club Comunicaciones ‏.

## وصلات خارجية
- لوكاس سيبالوس على موقع قاعدة بيانات كرة القدم.إي يو (الإنجليزية)
- لوكاس سيبالوس على موقع Soccerway.com (الإنجليزية)